# زولن
زولن (به مجاری: Zólyom) (به آلمانی: Altsohl) یک شهرک در اسلواکی با جمعیت ۴۳٬۰۰۶ نفر است که در Zvolen District واقع شده‌است.

## نگارخانه

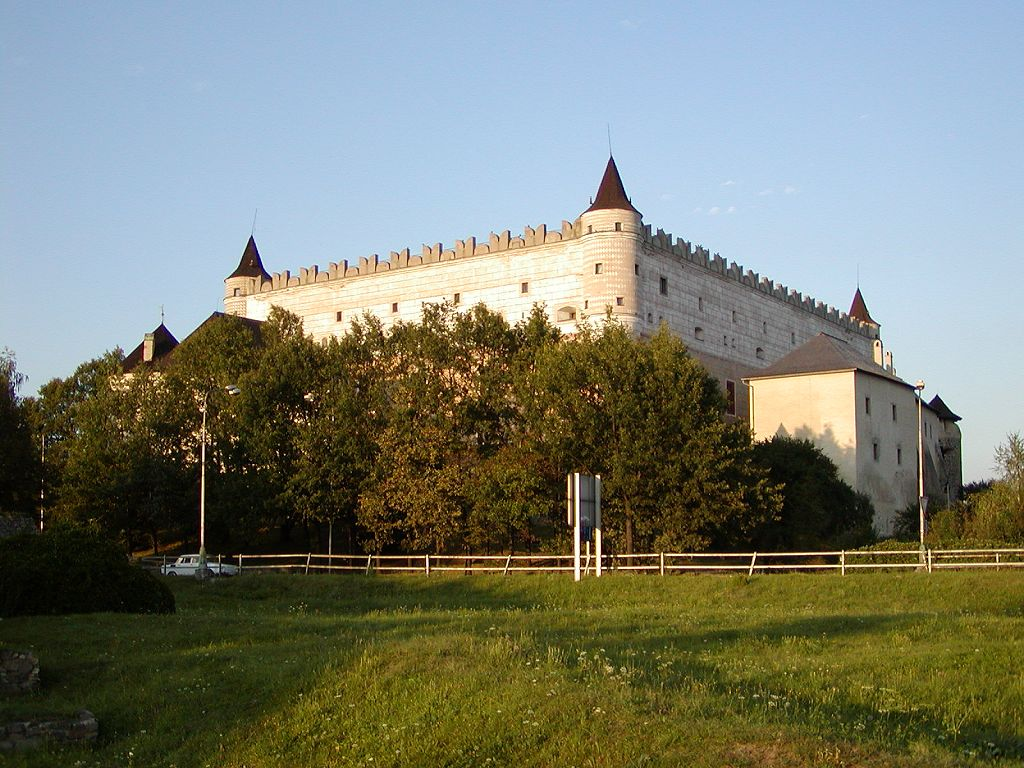
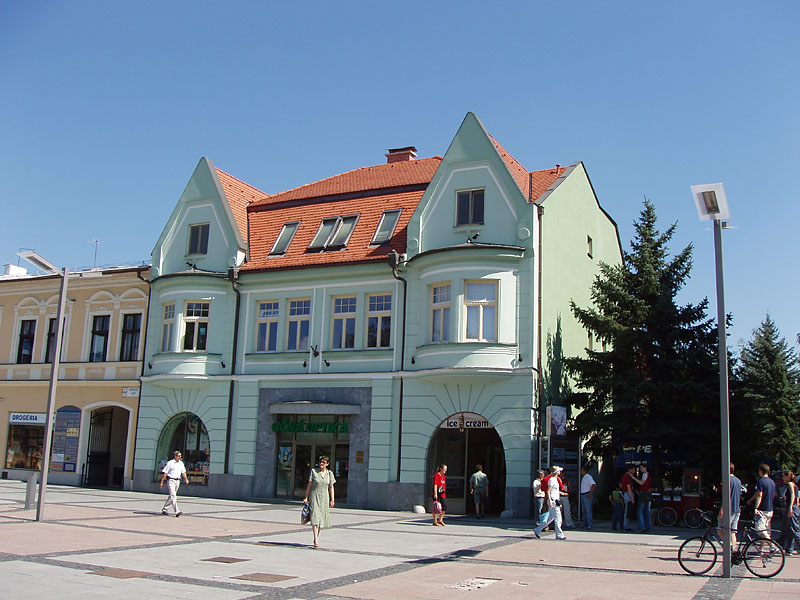
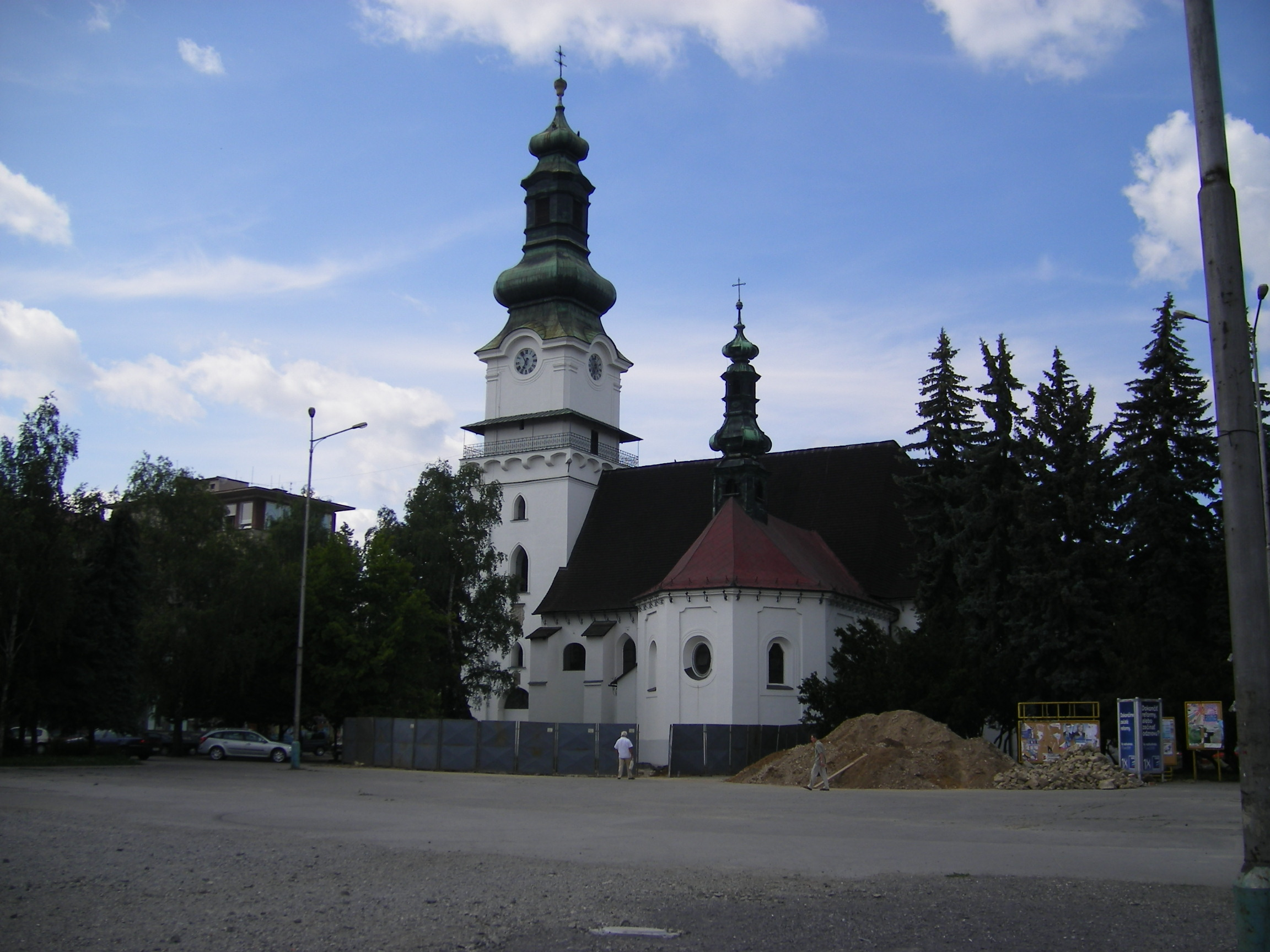
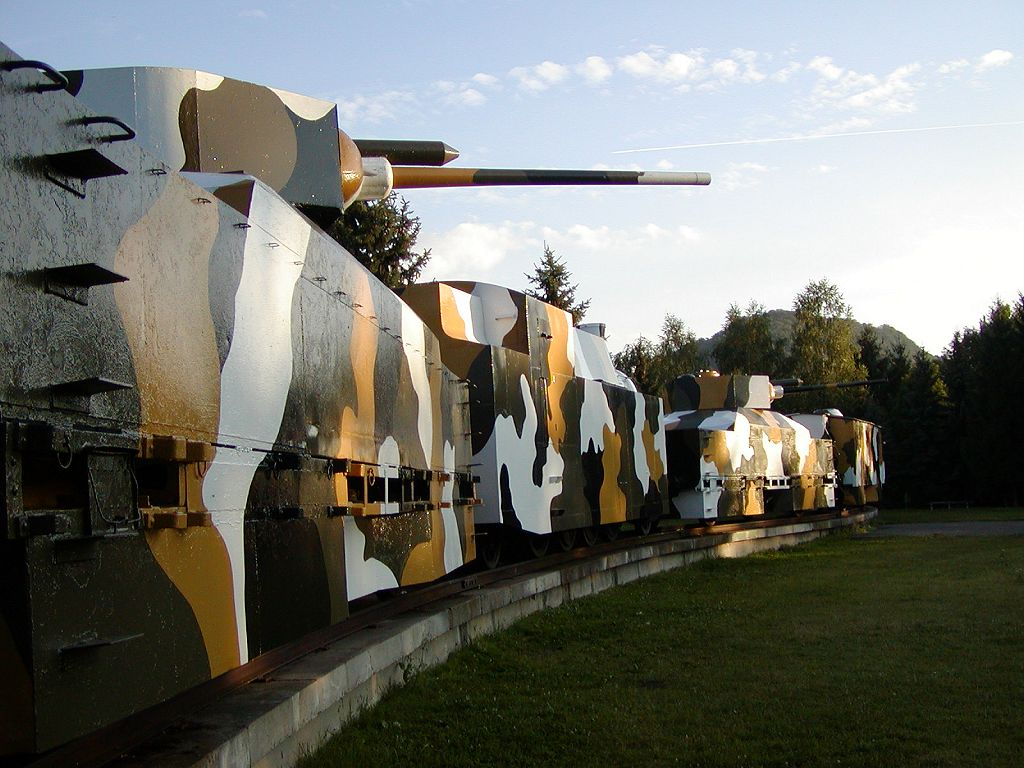
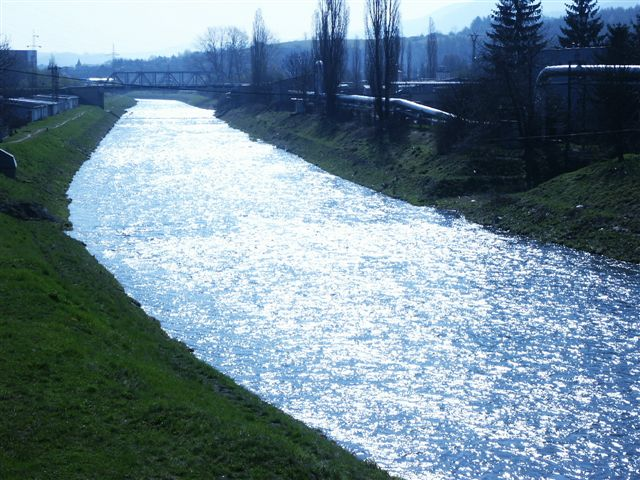
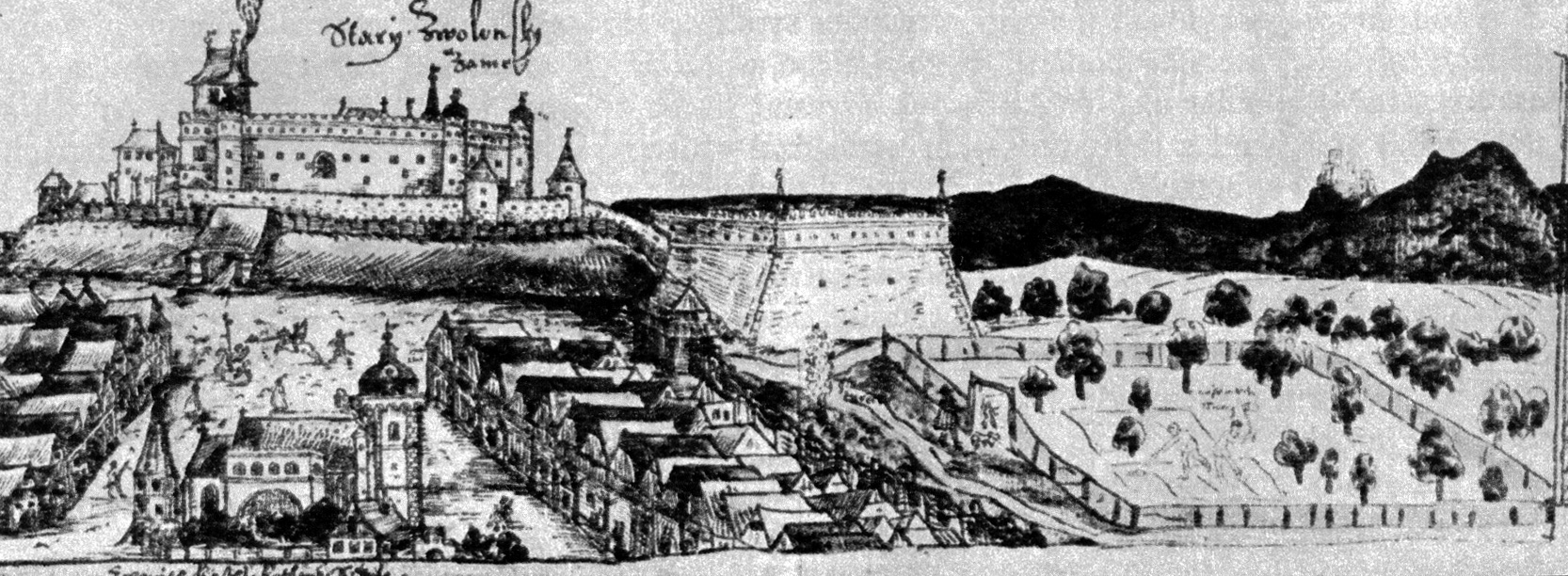
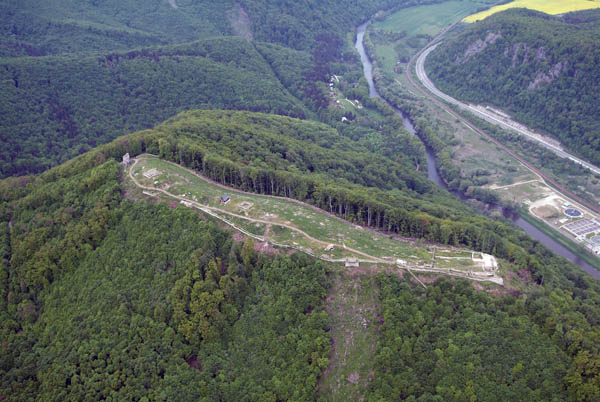
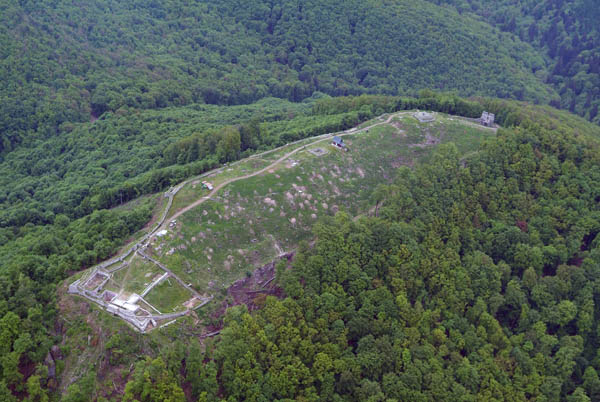
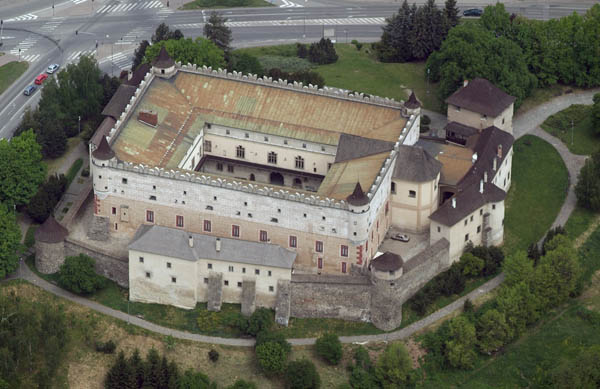